# Перес, Нереа
Нереа Перес Мачадо (исп. Nerea Pérez Machado; род. 11 января 1994, Бенидорм) — испанская футболистка, полузащитник клуба «Вильярреал»

## Клубная карьера
Выросшая в Бенидорме, Перес всегда хотела стать футболисткой. После девяти лет игры за «Леванте» она подписала контракт с «Санта Тересой», которая на тот момент только что перешла в высший дивизион. В сезоне 2020/2021 Перес сыграла 26 матчей за «Санта-Терезу». 2 июля 2021 года она перешла в «Вильярреал», став первым трансфером в этом сезоне.

## Карьера за сборную
Перес представляла сборную Испании на уровнях до 17 и до 19 лет. Она играла в командах, занявшей третье место на чемпионате мира 2010 (до 17 лет), и занявшей второе место на чемпионате Европы 2012 года (до 19 лет).